# Koninkrijk Provence

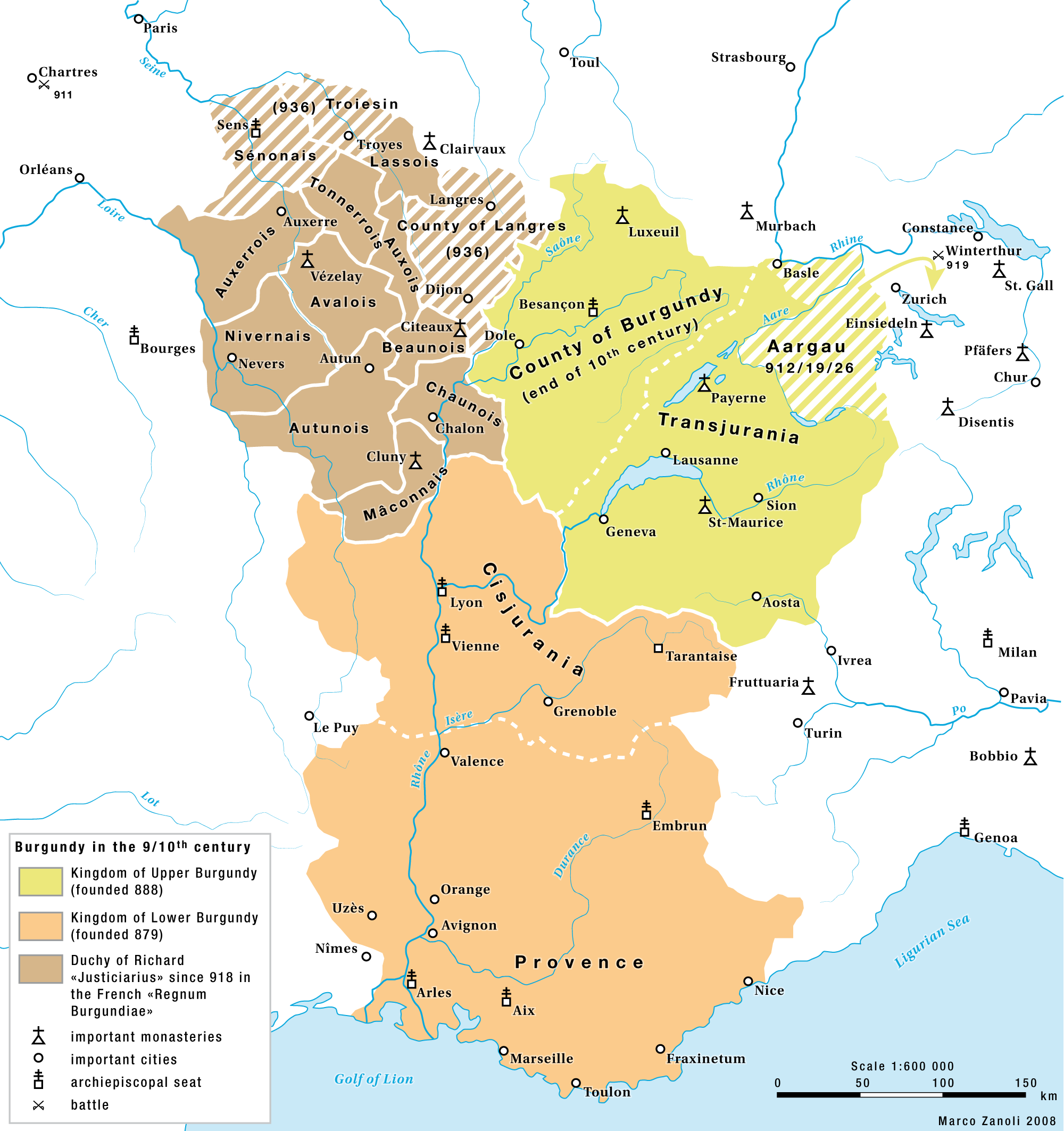
Kaart van de koninkrijken (Opper-)Bourgondië (groen) en Provence (oranje).

Het koninkrijk Provence was een koninkrijk dat in 855 ontstond in Provence uit Midden-Francië als gevolg van het Verdrag van Prüm,. Van 855 tot 863 en van 879 tot 927 was het een volledig onafhankelijk koninkrijk. In 933 ging het op in het koninkrijk Bourgondië.

## Naam
Ondanks dat het koninkrijk nog geen eeuw bestond, zijn er verschillende namen in gebruik voor het koninkrijk Provence. Voor het koninkrijk in de periode 855–863 (onder Karel van Provence) wordt soms de term "koninkrijk Bourgondië" gebruikt. Aangezien het koninkrijk strikt gezien niet enkel het zuidelijke Provence omvatte maar ook het noordelijke Cisjuranië wordt er ook vaak naar het gebied verwezen als Provence en Cisjuranië. Andere namen zijn Neder-Bourgondië (ter onderscheid van Opper-Bourgondië) en Bourgogne-Provence.

## Geschiedenis

### Voorgeschiedenis
In 450 bezetten de Bourgondiërs de streek. Na een woelige eeuw wordt de streek in 533 veroverd door de Franken en wordt het deel van het Frankische Rijk.

### Ontstaan (855)

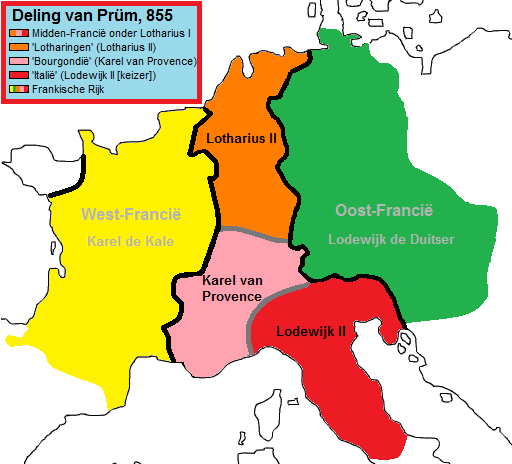
Na de tweede deling, Verdrag van Prüm, 855.
Bourgondië onder Karel van Provence.

Toen bij het Verdrag van Verdun (843) het Frankische Rijk verdeeld werd, viel het westelijke deel van de Bourgondische gebieden in West-Francië en het oostelijke deel in het Middenrijk van Lotharius I. Bij de verdere verdeling van het Middenrijk, het Verdrag van Prüm (855), onder de zonen van Lotharius I kreeg zijn derde zoon, Karel van Provence, daarvan het middelste deel, dat opnieuw een "koninkrijk Bourgondië" of "koninkrijk Provence" werd. De andere zoon Lotharius II kreeg het noordelijke deel van Bourgondië (het latere vrijgraafschap Bourgondië en Transjuranië) en Lotharingen (naar hem vernoemd). Lodewijk II kreeg Italië. Zoals in andere Karolingische koninkrijken werd de koning verkozen door de magnaten van het rijk, waardoor de oudste zoon niet automatisch de kroon erfde.
Het koninkrijk Provence strekte zich uit over het huidige Provence en de streek van Vienne en Lyon.

### Erfeniskwesties en Karel de Kale (863–877)

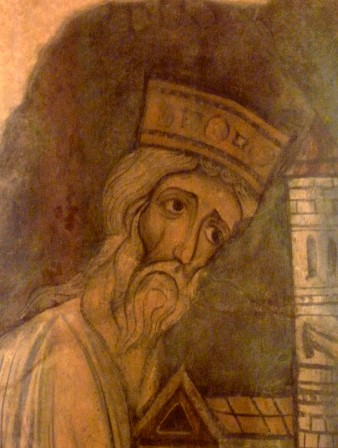
12e-eeuws fresco van koning Boso in de Abdij van Sint-Fortunatus in Charlieu

Karel van Provence, zoon van Lotharius I, was slechts kort koning van Provence; hij overleed immers al in 863.
Na diens dood in 863 werd het koninkrijk opnieuw verdeeld tussen zijn broers, maar in naam bleef het nog een tijd bestaan. Het grootste, zuidelijke deel (de Provence) ging over op zijn broer Lodewijk II van Italië (–875). het graafschap Vienne en Lyon, of Cisjuranië, gaat naar de andere broer, Lotharius II.
In 870 werd in het verdrag van Meersen een nieuwe oostgrens van West-Francië vastgelegd waarbij de West-Frankische koning, Karel de Kale, zijn macht uitbreidde. Zo kreeg hij onder meer de graafschappen Lyon en Vienne, op de oostelijke oevers van de Rhône en de Saône. Hierbij steunde Karel de Kale bijzonder op de lokale sterke man, Bosso van Provence, een niet-Karolinger, voor zijn plaatselijk Karolingisch bestuur.
Enige aanspraken van Lotharius I's enige levende zoon, Lodewijk II van Italië, werden genegeerd. In naam blijft Provence tussen 870 en 875 officieel tot het Koninkrijk Italië behoren, maar via Boso krijgt Karel de Kale er een grote invloed. Karel de Kale steunde voor zijn macht in dit sterk betwiste gebied op Boso, die hij in 870 tot zijn vazal maakte. Boso bezat al een groot aantal gebieden in de streek en werd op die manier een belangrijke vertrouweling van Karel de Kale.

Rijk van Karel de Kale van Oost-Francië in 876

In 875 sterft Lodewijk II van Italië. Lodewijk II van Italië had de zoon van de Oost-Frankische keizer tot zijn opvolger benoemd, maar de Italiaanse adel kiest ervoor om de kroon van Noord-Italië aan te bieden aan de West-Frankische Karel de Kale (de oom van de overleden Lodewijk II). Hierdoor bereikt Kale de Kale het hoogtepunt van zijn macht. Boso reisde met Karel de Kale mee naar Noord-Italië en huwde later met de dochter van de overleden Lodewijk II van Italië. Als reactie op de kroning van Karel tot koning van Italië en keizer, valt Lodewijk de Duitser met zijn leger West-Francië binnen. Karel haast zich terug en laat het bestuur van Italië over aan de vicekoning Bosso van Provence, op wie hij opnieuw steunt.
In 877 overlijdt Karel de Kale. Hij wordt opgevolgd door zijn zoon Lodewijk de Stotteraar, die ook in grote mate op zijn vazal Boso van Provence zal steunen.

### Boso grijpt de macht (879–887)
In 879 overleed Lodewijk de Stotteraar (twee jaar na zijn vader), waarop Boso onmiddellijk in actie kwam om zichzelf tot koning van Frankrijk te laten kronen. Dat mislukte, maar Boso kon wel de kronen van Provence en Bourgondië bemachtigen. De zonen van Lodewijk de Stotteraar verzetten zich hier evenwel tegen en kregen daarvoor de steun van zijn neef en Oost-Frankisch koning Karel de Dikke. De Karolingische koningen besloten om hun geschillen opzij te zetten en om gemeenschappelijk op te treden (Verdrag van Ribemont). Hierdoor kon men optrekken tegen Boso.
De Karolingische coalitie onder leiding van Karel de Dikke versloeg Boso bij Vienne in 882. In ruil voor een huldiging van Karel de Dikke mag Bosso zijn koninkrijk Provence houden. Zo is tussen 884 tot 887 het Westelijke en Oostelijke Frankische Rijk even verenigd onder Karel de Dikke, met uitzondering van de Provence (of Neder-Bourgondië). In 887 overlijdt Boso. Zijn zoon Lodewijk de Blinde wordt in mei 887 geadopteerd door de Rooms-Duitse keizer Arnulf van Karinthië.

### Lodewijk de Blinde (887–927)
Lodewijk de Blinde werd de volgende koning van Provence en was koning van 890 tot ongeveer 926. Dat hij op de troon kwam, was echter niet vanzelfsprekend en vooral te danken aan de diplomatie van zijn moeder Ermengarde (dochter van keizer Lodewijk II van Italië) die de zaak van haar zoon bepleitte bij zowel Karel de Dikke als keizer Arnulf. Karel adopteerde Lodewijk de Blinde en gaf hem in 890 de kroon van Provence. In 901 verkreeg hij bovendien ook de keizerskroon uit handen van de paus.
In 900 veroverde Lodewijk het naburige koninkrijk Italië, maar in 905 werd hij al verslagen en door zijn tegenstander Berengarius blind gemaakt. Berengarius was de zoon van Gisela, de zus van Karel de Kale, Lotharius I en Lodewijk de Duitser. Hoewel Lodewijk de Blinde in naam koning en keizer bleef, werd de werkelijke macht uitgeoefend door zijn achterneef Hugo van Arles, kleinzoon van Lotharius II die de titel markies van Provence droeg en graaf van Vienne. Net zoals Lodewijk de Blinde zou Hugo zijn geluk beproeven in Italië, maar deze keer met meer succes. In 926 werd ook hij koning van Italië, nadat de vorige koning, Rudolf II van Bourgondië, het gebied had verlaten.

### Einde (927–933)
In 927 overleed ten slotte koning Lodewijk de Blinde. Zijn zoon Karel Constantijn zou hem echter niet opvolgen, want hij verkreeg enkel de titel graaf van Vienne. In de rest van het koninkrijk werd de macht uitgeoefend door Hugo van Arles, maar het lijkt er op dat hij niet de titel van koning voerde, aangezien men in de overblijvende aktes terminologie gebruikt die verwijst naar een interregnum. In 933 kwam er een einde aan het koninkrijk Provence toen Hugo zijn gebieden in Frankrijk, waaronder het koninkrijk Provence, schonk aan Rudolf II van Bourgondië, kleinzoon van Boso, in ruil voor een eed dat die laatste niet zou interveniëren in Italië. Hugo had immers zijn zinnen gezet op dat koninkrijk en wenste geen inmenging van Rudolf, die sommige magnaten nog steeds verkozen boven hem. Op die manier kwam een einde aan het onafhankelijke koninkrijk Provence, dat opging in het verenigd koninkrijk Bourgondië, het zogeheten Arelat van Rudolf II van Bourgondië.
Binnen het Koninkrijk Arelat bleef het graafschap Provence wel bestaan.